# Ratchaburi Stadium
Das Ratchaburi Stadium (Thai สนามกีฬากลางจังหวัดราชบุรี), auch Ratchaburi Provincial Stadium genannt, ist ein Mehrzweckstadion in Ratchaburi in der Provinz Ratchaburi, Thailand. Von 2007 bis 2016 wurde es hauptsächlich für Fußballspiele genutzt und war das Heimstadion von Ratchaburi Mitr Phol Football Club. Das Stadion hat eine Kapazität von 6200 Personen. 

## Nutzer des Stadions
| Verein                  | Zeitraum der Nutzung |
| ----------------------- | -------------------- |
| Ratchaburi Mitr Phol FC | 2007 bis 2016        |
| Police United           | 2007                 |